# Oezj (Transkarpatië)
De Oezj (Slowaaks: Uh, Hongaars: Ung, Oekraïens: Уж) is een rivier in Oekraïne en Slowakije. De rivier is 127 km lang en ontspringt in de Beskiden (Woudkarpaten), bij de Oezjokpas, niet ver van de grens met Polen. Aan de andere kant van de waterscheiding liggen de bronnen van de Stryj en de San, die respectievelijk op de Dnjestr en de Wisla afwateren.
De Oezj stroomt in zuidwestelijke richting en passeert vlak voordat zij Oekraïne verlaat de stad Oezjhorod, met afstand de grootste plaats aan de rivier.
De Oezj mondt na 21,3 km op Slowaaks grondgebied te hebben afgelegd bij Drahňov uit in de Laborec. Via de Bodrog, de Tisza en de Donau stroomt het water uiteindelijk naar de Zwarte Zee.
- Nationale Bibliotheek van Tsjechië: ge562275
- Virtual International Authority File: 315131571